# Who I Am
Who I Am est un album musical de Nick Jonas (un des frères des Jonas Brothers) ayant travaillé avec 'The Administration' son groupe de musiciens.

## Liste des chansons
1. Rose Garden
2. Who I Am
3. Olive & an Arrow
4. Conspiracy Theory
5. In the End
6. Last Time Around
7. Tonight
8. State of Emergency
9. Versper's Goodbye
10. Stronger